# 謝德克 (加利福尼亞州)
謝德克（英語：Scheideck）是位於美國加利福尼亞州文圖拉縣的一個非建制地區。該地的面積和人口皆未知。

## 地理
謝德克的座標為34°40′53″N 119°18′33″W / 34.68139°N 119.30917°W，而該地的平均海拔高度為1284米（即3894英尺）。